# Хайлбронер, Роберт
Роберт Хайлбронер (англ. Robert L. Heilbroner; 24 марта 1919 — 4 января 2005) — американский экономист и историк экономической мысли. Автор около 20 книг, из которых наиболее известна книга «Философы от мира сего. Великие экономические мыслители: их жизнь, эпоха и идеи» (англ. The Worldly Philosophers: The Lives, Times and Ideas of the Great Economic Thinkers; 1953), обзор жизни и вклада известных экономистов, в частности Адама Смита, Карла Маркса и Джона Мейнарда Кейнса.

## Биография
Хайлбронер родился в 1919 году в Нью-Йорке в богатой немецкой-еврейской семье. Его отец, Луи Хайлбронер, был бизнесменом, основавшим розничный магазин мужской одежды Weber & Heilbroner. Роберт окончил Гарвардский университет в 1940 году с отличием по философии, государственному управлению и экономике. Во время Второй мировой войны он служил в армии Соединенных Штатов и работал в управлении контроля цен под руководством Джона Кеннета Гэлбрейта, очень известного и противоречивого институционального экономиста.
После войны Хайлбронер некоторое время работал в банке, а в 1950-х годах поступил в Новую школу социальных исследований в качестве научного сотрудника. В этот период он находился под сильным влиянием немецкого экономиста Адольфа Лёве, который был выдающимся представителем немецкой исторической школы. В 1963 году Хайлбронер получил степень доктора экономики в Новой школе социальных исследований, где он впоследствии был назначен профессором экономики имени Нормана Томаса в 1971 году и где он оставался более двадцати лет. В основном он преподавал историю экономической мысли.
Хотя Хайлбронер, был неортодоксальным экономистом, который считал себя скорее социальным теоретиком и «мирским философом» (философом, занятым «мирскими» делами, такими как экономические структуры), тем не менее его коллеги признавали его выдающимся экономистом. В 1972 году он был избран вице-президентом Американской экономической ассоциации.
Он также предложил классифицировать экономику как: 1) Традиционную (в основном сельскохозяйственную, натуральную), 2) Командную (плановая экономика, часто с участием государства), 3) Рыночную (капитализм) или 4) Смешанную.
Несмотря на то, что Хейлбронер был откровенным социалистом, почти всю свою карьеру, он написал знаменитую статью в 1989 году в New Yorker до распада Советского Союза:
Менее чем через 75 лет, после официального начала, борьба между капитализмом и социализмом закончилась: капитализм победил… Капитализм организует материальные сферы человечества более благополучно, чем социализм.
Далее, в 1992 году он написал, что «капитализм был столь же несомненным успехом, как социализм был неудачей», и похвалил Милтона Фридмана, Фридриха Хайека и Людвига фон Мизеса за их настойчивое утверждение о превосходстве свободного рынка. Он подчеркнул, что «демократические свободы еще не появилялись, разве что мимолетно, ни в одной стране, которая объявила себя принципиально антикапиталистической». Однако предпочтительной капиталистической моделью Хайлбронера, была перераспределительная деятельность государства; он заявил, что его образцовым обществом была «слегка идеализированная Швеция».
Хайлбронер умер в 2005 году в Нью-Йорке в возрасте 85 лет.

## Философы от мира сего
Изданная в 1953 году книга «Философы от мира сего. Великие экономические мыслители: их жизнь, эпоха и идеи» (The Worldly Philosophers: The Lives, Times and Ideas of the Great Economic Thinkers, 1953), разошлась тиражом почти в четыре миллиона экземпляров, став вторым самым продаваемым учебником по экономике всех времен (первым был «Economics» Пола Самуэльсона, очень популярный университетский учебник). Седьмое издание книги, опубликованное в 1999 году, включало новую заключительную главу, озаглавленную «Конец мирской философии?», которая включала как мрачный взгляд на современное состояние экономики, так и обнадеживающее видение «возрожденной мирской философии», включающей социальные аспекты капитализма. Его содержание таково:
- Вступление
- Экономическая революция
- Удивительный мир Адама Смита
- Мрачные предчувствия пастора Мальтуса и Давида Рикардо
- Мечты об утопическом социализме
- Неумолимая система Карла Маркса
- Викторианский мир и преступный мир экономики (об Фрэнсисе Исидоре Эджуорте, Фредерике Бастиа, Генри Джордже, Джоне А. Гобсоне и Альфреде Маршалле)
- Дикое общество Торстейна Веблена
- Ереси Джона Мейнарда Кейнса
- Противоречия Йозефа Шумпетера
- Конец Мирской философии?

В своем труде он также замечал: "...Главной «фигурой» в сценарии Маркса есть не человек, а процесс".

## Сочинения
- Хайлбронер Р., Тароу Л. Экономика для всех = Economics Explained (1987) / Пер. с англ. С. Векслера и Р. Зерновой. — Лондон: Overseas Publications Interchange, 1991. — 336 с.
- Философы от мира сего : великие экономические мыслители: их жизнь, эпоха и идеи = The Worldly Philosophers: The Lives, Times and Ideas of the Great Economic Thinkers. / Пер. с англ. Ильи Файбисовича. — Москва : КоЛибри, 2008. — 430, [1] с. — ISBN 978-5-389-00073-5